# Gunung Setia
Gunung Setia är en kulle i Indonesien.   Den ligger i provinsen Aceh, i den västra delen av landet, 1 600 km nordväst om huvudstaden Jakarta. Toppen på Gunung Setia är 105 meter över havet.
Terrängen runt Gunung Setia är huvudsakligen platt, men österut är den kuperad.Runt Gunung Setia är det ganska tätbefolkat, med 149 invånare per kvadratkilometer. I omgivningarna runt Gunung Setia växer i huvudsak städsegrön lövskog.